# Burg Roßwangen
Die Burg Roßwangen ist eine abgegangene Gipfelburg auf dem 701 m ü. NHN hohen „Burgbühl“ bei Roßwangen, einem heutigen Stadtteil von Balingen im Zollernalbkreis in Baden-Württemberg.

## Geschichte
Die Burg Roßwangen war der Stammsitz der Ortsherren von Roßwangen, der sogenannten Kerus, sie waren eine von drei Familienlinien der Herren von Bisingen. Die Linie der Walger von Bisingen saß auf einer Burg im Ort Bisingen und auf der Burg Ror, eine Linie nannte sich nach dem Ort Zainingen. Sie dienten den Grafen von Zollern, den Herren von Hohenberg und den Grafen von Zollern-Schalksburg.
Die Burg wurde von Walger I. von Bisingen, seinem Bruder Baldebert und von seinem Vater erbaut, wie Walger in einer Urkunde vom 16. Juli 1255 bezeugt. Sie bemächtigen sich dabei Äcker, die das Eigentum des Klosters Sankt Blasien gewesen sind, worauf es zu einem Prozess kam. Die Bisinger gaben darauf die Hälfte der Äcker an das Kloster zurück.
Zerstört wurde die Burg bereits zu Lebzeiten des Vaters von Walger I., er war zum Zeitpunkt der Ausstellung der Urkunde im Jahr 1255 schon verstorben.
Mit dem Bau der Burg der Walger von Bisingen war der Aufbau eines Rittergutes um Roßwangen verbunden, allerdings verschwindet die Familie um das Jahr 1290 aus der Geschichte.
Das Gut kam um 1360 in den Besitz der Herren von Tierberg, von ihnen über die Herren von Ramsperg an die Herren von Bubenhofen, die es mit dem Rittergut Dotternhausen verbanden.
Von der ehemaligen Burganlage ist nichts mehr erhalten.